# Chimaphila japonica
Chimaphila japonica är en ljungväxtart som beskrevs av Friedrich Anton Wilhelm Miquel. Chimaphila japonica ingår i släktet rylar, och familjen ljungväxter. Inga underarter finns listade i Catalogue of Life.